# اورانیوم مونوسولفید
اورانیوم مونوسولفید یک ترکیب شیمیایی معدنی از اورانیوم و گوگرد است.